# Kalauzovići
Kalauzovići (cyr. Калаузовићи) – wieś w Bośni i Hercegowinie, w Republice Serbskiej, w mieście Sarajewo Wschodnie, w gminie Sokolac. W 2013 roku liczyła 105 mieszkańców.